# Тибсли
Ти́бсли (осет. Тибсыли) — упразднённое село в Алагирском районе Республики Северная Осетия-Алания. Входило в состав Зарамагского сельского поселения.  Исключено из учётных данных в 2015 году. 

## Географическое положение
Село расположено на правом берегу реки Нардон, в 10 км к юго-востоку от центра сельского поселения Нижний Зарамаг, в 53 км к югу от районного центра Алагир и в 87 км к юго-западу от Владикавказа.

## Население
| 2002 | 2010 | 2021 |
| ---- | ---- | ---- |
| 0    | →0   | ↗2   |

## Топографические карты
- Лист карты K-38-29 Алагир. Масштаб: 1 : 100 000. Состояние местности на 1984 год. Издание 1988 г.